# Karl Dönitz

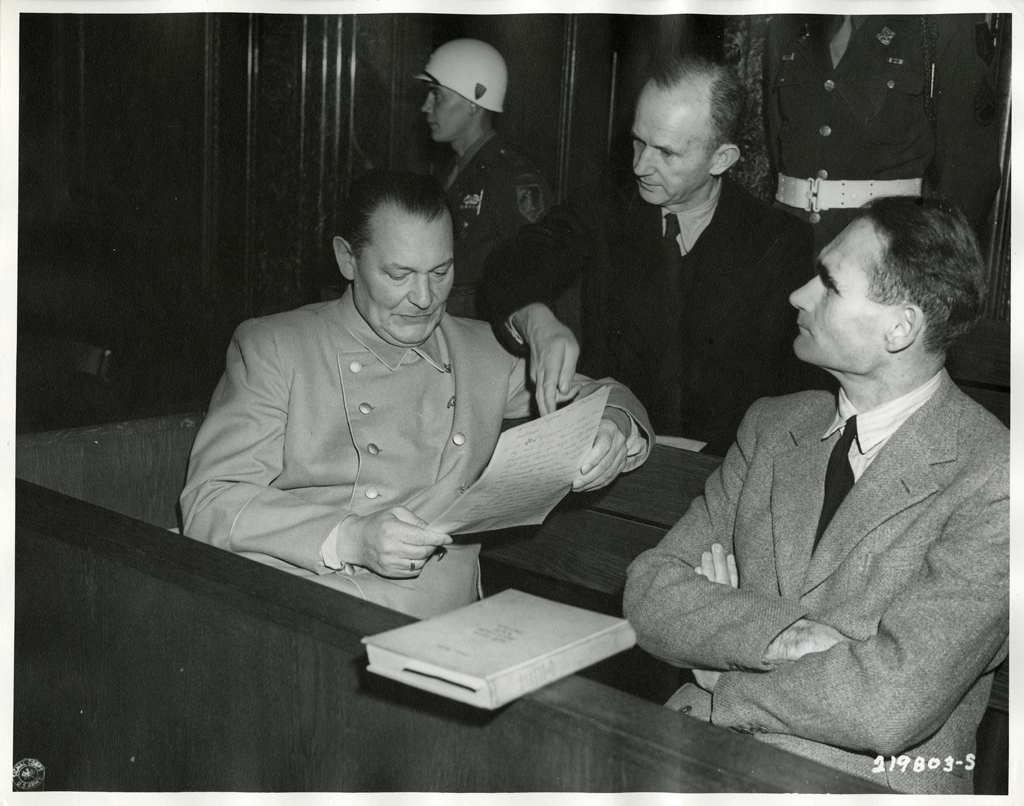
Sektion från de anklagades bänk under Nürnbergprocessen. Dönitz (i mörk kostym) samtalar med Hermann Göring och Rudolf Hess.

Karl Dönitz, född 16 september 1891 i Grünau utanför Berlin, död 24 december 1980 i Aumühle nära Hamburg, var en tysk sjömilitär. Han var chef för tyska ubåtsvapnet 1935–1943 och blev storamiral den 30 januari 1943, då han efterträdde Erich Raeder som befälhavare för den tyska flottan. Han erhöll Järnkorsets riddartecken med eklöv 1943. 
Efter Adolf Hitlers självmord och enligt dennes testamente, tjänstgjorde Dönitz som Tysklands rikspresident från den 30 april till den 23 maj 1945 och blev därmed Tredje rikets sista statsöverhuvud.
Efter andra världskriget ställdes Dönitz inför rätta inför den Internationella militärtribunalen i Nürnberg och dömdes till 10 års fängelse för brott mot freden och krigsförbrytelser.

## Biografi

### Uppväxt och åren innan första världskriget
Karl Dönitz föddes den 16 september 1891 i Grünau nära Berlin som andra son till Emil och Anna Dönitz och tillbringade sina första livsår i Berlin-Halensee och Berlin-Grunewald. Mor Anna dog 1895, när Karl Dönitz var tre år gammal och när han var sju flyttade familjen till Jena eftersom Emil Dönitz förflyttades till firman Carl Zeiss' huvudkontor i samma stad. Somrarna tillbringade fadern och sönerna på den frisiska ön Baltrum i Nordsjön. 1908 flyttade familjen av okänd anledning till Weimar där Karl Dönitz avlade studentexamen våren 1910. Karl Dönitz beskrevs redan tidigt som intelligent och mångsidigt begåvad. Påverkad av den militaristiska propagandan i det kejserliga Tyskland sökte sig Karl Dönitz till den kejserliga marinen som erbjöd karriärmöjligheter för borgarklassens söner, till skillnad från armén som dominerades av adeln. Att Dönitz sökte sig till marinen berodde också på att Tyskland under kejsare Wilhelm II utökade flottan för att uppnå dominans till sjöss. Efter en sex veckors lång grundutbildning började tjänsten på skolkryssaren SMS Hertha där han lärde sig grundläggande färdigheter som att navigera, använda skeppskanoner, mm. 1911 befordrades Dönitz till fänrik till sjöss (Fähnrich zur See). Medan Dönitz hade uppskattat tjänstgöringen på Hertha, ogillade han den teoretiska utbildningen på marinskolan i Flensburg-Mürwik som följde efter befordringen, vilket förklarar att han avlade examen med ett mediokert resultat. Sommaren 1912 dog fadern Emil som begravdes på ön Baltrum.

### Första världskriget
Efter tiden på marinskolan tjänstgjorde Dönitz som kommunikationsofficer på den moderna kryssaren Breslau som delegerades till Medelhavet på grund av Balkankrisen 1912 och blockerade Montenegros hamnar. Hösten 1913 avslutade Dönitz sin grundutbildning och valdes av skeppets officerare, i enlighet med de preussiska traditionerna, till Löjtnant till sjöss (Leutnant zur See). När första världskriget började i augusti 1914 opererade Breslau tillsammans med kryssaren Goeben i Bosporen. Dönitz fortsatte klättra uppåt i den militära hierarkin och av sina överordnade bedömdes Dönitz som ett föredöme för andra, "älskvärd, rask och käck". Våren 1916 befordrades han till Överlöjtnant till sjöss (Oberleutnant zur See) och han fick utmärkelsen Järnkorset av första klassen för sina insatser under en strid med ett ryskt slagskepp. På sina landgångar i det med Tyskland allierade Turkiet lärde han känna Ingeborg Weber som jobbade på den tyska ambassadens lasarett. De förlovade sig i juli 1915 och gifte sig den 27 maj 1916 i Berlin.
Efter Skagerrakslaget i maj 1916 insåg den tyska marinledningen att den tyska Högsjöflottan var för liten för att kunna utmana Storbritannien och därför satsade man på den nymodiga u-båten som skulle bryta Storbritanniens handelsvägar med omvärlden. Sommaren 1916 hade kriget på land dessutom fastnat i ett långvarigt skyttegravskrig och i den tyska militära ledningen växte övertygelsen att Storbritannien kunde besegras genom ett oinskränkt u-båtkrig, dvs. att alla fientliga och neutrala skepp skulle angripas utan förvarning. Denna krigföring introducerades den 31 januari 1917. Karl Dönitz delegerades till u-båtvapnet i september 1916 och påbörjade sin utbildning den 1 oktober i Flensburg-Mürwik (återigen fick Dönitz lysande bedömningar) samtidigt som han tillsammans med Ingeborg flyttade till ett stort hus i Kiel, nära hamnen. När Ingeborg var i sjätte månaden fick Dönitz ett kommando som vaktofficerare på U 39 i Medelhavet som började sitt uppdrag i det Adriatiska havet den 12 februari 1917. Den 1 mars 1918 fick han sitt första kommando för ubåten UC27. I september 1918 blev Dönitz kommendör för det snabbare och större UB68 som siktade en konvoj nära Malta den 4 oktober 1918. På morgonen den 4 oktober gav Dönitz order om att dyka men någonting gick snett och ubåten sjönk okontrollerat. Genom en nöduppstigning lyckades Dönitz att få ubåten upp till ytan igen men nu befann sig UB68  mitt bland brittiska jagare som närmade sig. Eftersom luften i ballasttankarna var förbrukad efter nöduppstigningen fanns det ingen möjlighet att dyka igen och Dönitz beordrade besättningen att lämna och att sänka UB68. Det är oklart om ubåtens missöde berodde på ett tekniskt fel, besättningens bristande erfarenhet eller ett misstag som Dönitz' hade gjort. Efter förlisningen följde fångenskap på Malta och han var på väg att förflyttas till Storbritannien när han fick reda på Tysklands kapitulation den 11 november 1918. 1920 fick han titeln torpedbåtsinspektör.

### Weimarrepubliken och Tredje Riket
I den lilla marinen som Weimarrepubliken hade till sitt förfogande drömde Dönitz om en stor och modern ubåtsflotta och utvecklade nya taktiker för ett framtida ubåtskrig. När Dönitz för första gången kom i kontakt med Adolf Hitler blev han genast begeistrad av denne och godtog den nazistiska politiken. År 1936, med titeln Führer der Unterseeboote (ubåtarnas ledare), formulerade Dönitz ett rustningsprogram där bygget av 300 ubåtar ingick. Förslaget avböjdes dock av Erich Raeder och Adolf Hitler. Dönitz steg snabbt i graderna: konteramiral 1 oktober 1939, viceamiral 1 september 1940, amiral 14 mars 1942 och slutligen storamiral 30 januari 1943 (han hoppade över graden generalamiral).

### Andra världskriget
Under andra världskriget ägnade sig Dönitz uteslutande åt den tyska flottan. Han lade upp strategin för ubåtskriget, och ju längre kriget led, desto mer intensifierades kriget under vattenytan, vilket till slut ledde till en totalt oinskränkt ubåtskrigföring. Dönitz utfärdade en order om att alla neutrala fartyg som vistades inom vissa av Nazitysklands operationszoner skulle sänkas utan förvarning.
När ubåtarna skördade allt större framgångar och den stora övervattensflottan led flera stora nederlag (med förlusten av stora krigsskepp som följd) beordrade Hitler att skrota de stora övervattensskeppen vilket föranledde storamiral Erich Raeder att avgå och Karl Dönitz utnämndes till marinens överbefälhavare i januari 1943. Dönitz, som beundrade Hitler, övertalade diktatorn att inte skrota flottan och att prioritera ubåtsflottan. Tillsammans med Albert Speer initierade Dönitz ett ambitiöst upprustningsprogram. Nybyggandet av ubåtarna skedde med hjälp av fångar från koncentrationslägren som Dönitz hade begärt personligen, allt i allt användes 12 000 fångar.
Under Karl Dönitz närmade sig marinen nationalsocialismen och trots att "Slaget om Atlanten" gick allt sämre växte hans inflytande hos Hitler som sa att Dönitz var hans bäste man. Dönitz hade ett positivt förhållningssätt till nationalsocialismen och bevarade ända fram till Hitlers död en positiv relation till Führern och undvek konflikter med diktatorn. Ju längre kriget gick desto mer glorifierades Hitler av Dönitz så som i ett tal 1943 när han sa att han kände sig jätteliten varje gång efter ett samtal med Führern. I ett tal inför fänrikar i januari 1944 menade han att det inte hade funnits kvar en enda människa om inte Hitler hade funnits och efter attentatet mot Hitler den 20 juli 1944 blev Dönitz rasande över det "kriminella anslaget" som skulle ta livet av "vår käre Führer". Dönitz menade vidare att Tyskland hade Hitler att tacka för att han hade befriat landet från "judendomens gift" och i början av 1944 gick Karl Dönitz med i NSDAP eftersom Hitlers bedömningar av krigsläget hade visat Dönitz hur "betydelselösa vi alla är i jämförelse med Führern".
Dönitz instiftade drakoniska order mot att kapitulera och drev marinens domare till att döma allt hårdare straff mot sina officerare. Exempelvis dömdes en ubåtskapten till döden eftersom han hade yttrat sig kritiskt om Hitler. En annan kapten avrättades för "feghet inför fienden" eftersom han hade avbrutit det meningslösa försöket att komma genom Gibraltarsundet. Även strax före krigsslutet sporrade Dönitz sina män till att hålla ut och att fortsätta kriget. Det nya året 1945 inledde storamiralen med orden: "Fanatiskt mod kommer att leda oss till segern." Att kapitulera var otänkbart för Dönitz, istället planerade han en ny ubåtsoffensiv under senare delen av året. Mot slutet av kriget användes det på hans initiativ även mänskliga torpeder som bemannades med unga och oerfarna matroser. Vid samtal med Hitler bagatelliserade storamiralen den hopplösa situationen och i februari 1945, när Albert Speer manade att någonting behövde göras med tanke på det katastrofala läget, avvärjde Dönitz med orden: "Führern vet vad han gör".
Den 21 januari 1945 beordrade Dönitz att Operation Hannibal skulle inledas, vilket innebar att alla sårade soldater och civila flyktingar skulle evakueras från Ostpreussen. Räddningsaktionen gällde dock i första hand soldaterna, att så många civila räddades berodde främst på de lägre befälen som genomförde operationen. Även i början av maj 1945 prioriterade Dönitz i första hand ubåtskriget, först den 6 maj fick räddningsfartygen ta del av ubåtarnas bensinreserver. Enligt militärhistorikern Friedrich Hartwig räddades de civila för att de lägre befälen antingen handlade på egen hand eller till och med tvärtemot ordern som kom från högre ort.

### Dönitz och nationalsocialismens brott
I Nürnbergprocessen efter kriget påstod Dönitz att han inte hade någon som helst kunskap om folkmordet på judarna och att Hitler aldrig hade diskuterat politik med honom utan att Führern samtalade om militära frågor med Dönitz. Senare forskning har dock visat att den före detta storamiralen mycket väl visste vad som försiggick, exempelvis hade Dönitz noterat i sin dagbok förslaget att torpedera skepp med judiska flyktingar ombord. Dönitz hade även kunskap om deportationen av judarna samt arméns brutala krigföring på nästan alla fronter. När medlemmar i den tyska marinledningen (som t.ex. amiral Voss) bad Dönitz att han skulle prata med Hitler om de brott som begicks av den tyska armén på östfronten svarade Dönitz att han inte ville sätta sin goda relation till Hitler på spel. Erich Topp menar att denna incident belägger att Dönitz visste om massavrättningarna men att han försköt ansvaret till politikerna.
För byggandet av ubåtarna användes tvångsarbetare från koncentrationslägren. Hår från fångar i koncentrationslägren användes för att sticka strumpor till ubåtsmännen vilket Dönitz dock inte tyckte var hans personliga ansvar utan snarare grundat i "Führerprincipen", det vill säga Tredje Rikets politiska konstruktion.

### Regeringen Dönitz
Den 29 april 1945 dikterade Adolf Hitler sitt politiska testamente där han utnämnde Dönitz till sin efterträdare som Tysklands statsöverhuvud, formellt till rikspresident och överbefälhavare för Wehrmacht. Dönitz togs på sängen av detta beslut men satte omedelbart igång när han hade fått testamentet den 1 maj. Dönitz såg sin främsta uppgift i att förhandla en delkapitulation med västmakterna. Innan Dönitz fick reda på Hitlers självmord skickade han ett telegram till Hitler där Dönitz lovade att undsätta diktatorn i den omringande huvudstaden Berlin. Efter Hitlers död yttrade Dönitz om diktatorn: "Hans liv var en tjänst för Tyskland." Tredje rikets sista regering med Dönitz som rikspresident inbegrep bland andra rustningsministern Albert Speer och generalstabschefen Alfred Jodl. Den 3 maj uppmanade Dönitz, som inrättat sitt högkvarter i Flensburg, till fortsatt motstånd mot de allierade. Fyra dagar senare, den 7 maj, tvingades han dock att tillkännage Tysklands villkorslösa kapitulation. Genom Dönitz kapitulationsstrategi kom 1,85 miljoner soldater från östfronten till de områden som kontrollerades av västmakterna. Även efter kapitulationen genomfördes avrättningar på grund av påstått myteri.
Morgonen den 23 maj 1945 arresterades Karl Dönitz och hans regering (totalt 420 personer) av brittiska soldater i Flensburg-Mürwik. Efter en grundlig  kroppsvisitation och fråntagen sina medaljer samt "marskalkstaven" fördes Dönitz med Alfred Jodl och Albert Speer som krigsfångar till Luxemburg.
Att Dönitz överhuvudtaget fick fortsätta som regeringschef efter kapitulationen berodde på att de allierade trodde att arméns demobilisering var enklare om den anordnades av en tysk regering. Enligt historikern Lothar Gruchmann ville Winston Churchill fortsätta använda sig av Dönitzregeringen men Sovjetunionen ville avsätta den vilket Churchill slutligen gick med på.

### Nürnbergprocessen
Den 20 november 1945 inleddes Nürnbergprocessen mot Nazitysklands högsta överlevande politiska och militära ledare. Dönitz var en av de anklagade och åtalades för planerande av anfallskrig, brott mot freden och krigsförbrytelser. Tyngdpunkten i åklagarsidans bevisföring låg på att Dönitz skulle ha brutit mot sjökrigets allmänna lagar och bruk. Den 17 september 1942 hade Dönitz undertecknat den så kallade Laconia-ordern, som var uppkallad efter det brittiska passagerarfartyget RMS Laconia. I september 1942 förde fartyget bland annat 1800 italienska krigsfångar och 80 civilpersoner, när det utanför Afrikas kust torpederades av den tyska ubåten U-156. Ubåtskaptenen insåg sitt misstag och påbörjade en räddningsaktion med hjälp av andra tyska ubåtar samt fartyg tillhörande den tyskvänliga franska regeringen i Vichy. Räddningsaktionen attackerades av amerikanskt bombflyg dels på grund av en oerfaren flygbesättning samt ofullständig information från det allierade kommandot. Denna reaktion från de allierade föranledde Dönitz att utfärda Laconiaordern:
| 1. Inga som helst försök får göras att rädda personer ombord på sänkta fartyg, och detta innefattar även upplockandet av personer i vattnet, att placera dem i livbåtar, att räta upp kapsejsade livbåtar samt att överlämna mat och vatten. Räddning går tvärtemot krigföringens mest elementära krav på tillintetgörande av fientliga fartyg och besättningar. 2. Ordern att ta hand om alla kaptener och maskinchefer från fientliga fartyg är fortfarande i kraft. 3. Skeppsbrutna människor skall räddas endast om deras upplysningar är betydelsefulla för ubåten. 4. Var hårda. Kom ihåg att fienden inte tar hänsyn till kvinnor och barn när han bombar tyska städer. |

Åklagarsidan gjorde gällande att denna order i princip var en uppmaning till mord. Dönitz försvarsadvokat, Otto Kranzbühler, menade att denna anklagelse var oriktig och sökte argumentera för att hans klient inte överskridit gränserna för krigets lagar, bland annat genom att påvisa att de allierade hade använt sig av samma typ av krigföring.
Dönitz dömdes till 10 års fängelse, bland annat för att ha beordrat och organiserat ett oinskränkt ubåtskrig, sänkningen av neutrala fartyg i "spärrzoner" samt att han överlämnade krigsfångar till Gestapo för avrättning.

### Efter tiden i fängelset
Efter sin tid i Spandaufängelset levde den före detta storamiralen på amiralspensionen som han fick av den västtyska staten. 1958 publicerade han sina memoarer Zehn Jahre und zwanzig Tage, 1968 följde självbiografin Mein wechselvolles Leben, 1980 gavs 40 Fragen an Karl Dönitz ut. I böckerna tecknade han bilden av en opolitisk officer som bara gjorde sin plikt. Många gamla ubåtskaptener glorifierade Karl Dönitz, enligt militärhistorikern Friedrich Ruge berodde det på att Dönitz i Nürnbergprocessen tog ansvar för alla handlingar som begicks av männen i marinen. Men även från andra håll fick den f.d. storamiralen medhåll: vid valet till Västtysklands förbundspresident 1954 fick Karl Dönitz (som då fortfarande satt i fängelse) en röst när en elektor skrev Dönitz namn på en blank valsedel, vilket besvarades med burop av de andra ledamöterna. Regelbundet visade Dönitz upp sig på högerorienterade marina intresseföreningar.
I november 1958 konstaterade Västtysklands regering att Erich Raeder (Dönitz överordnade fram till 1943) och Karl Dönitz inte längre var förebilder för armén främst på grund av att båda två uttryckligen hade godkänt regimens politik mot judarna. Uttalandet kritiserades av Karl Dönitz i ett brev till förbundskansler Konrad Adenauer (CDU). När försvarsministern Franz-Josef Strauss (CSU) besvarade kritiken tydliggjorde han att det var osannolikt att en man i Dönitz militära och politiska position, tillika Hitlers efterföljare, inte visste någonting om regimens illdåd och att Strauss själv visste mycket väl vad som försiggick fastän han hade befunnit sig i en mycket lägre position.
En skandal ägde rum i januari 1963 när Dönitz höll ett föredrag för elever på gymnasiet i Geesthacht där han berättade att han och de andra soldaterna bara hade gjort sin plikt under andra världskriget. Eleverna hade inte blivit förberedda på besöket och det ställdes inga kritiska frågor, varken från eleverna eller lärarna. Skolledningen presenterade Dönitz föredrag inte som en skildring av hans världsbild utan tvärtom som en faktaberättelse. Efter att en lokal journalist hade beskrivit Dönitz besök på skolan i glorifierande ord fick journalister på de rikstäckande tidningarna nys om saken och började ställa kritiska frågor om faktumet att en dömd krigsförbrytare utan förbehåll kunde hålla ett föredrag utan kritiska frågor.
På 1970-talet och 1980-talet publicerades mer kritiska avhandlingar och biografier (bland annat boken The Last Fuhrer av Peter Padfield) om Dönitz.
Karl Dönitz dog den 24 december 1980 i Aumühle (Schleswig-Holstein), 89 år gammal. I samband med hans begravning fördes en debatt om Bundeswehr skulle ära Dönitz med en officiell delegation. Efter en kort debatt bestämde försvarsministern Hans Apel att detta inte skulle ske på grund av Dönitz okritiska hållning till nationalsocialismen. Hans Apel själv var dock närvarande vid begravningen, likaså fanns det medlemmar av Bundeswehr som deltog på begravningen i civila kläder.

## Befordringshistorik
| Datum             | Tjänstegrad    |
| ----------------- | -------------- |
| 15 april 1911     | Fänrik         |
| 27 september 1913 | Löjtnant       |
| 22 mars 1916      | Överlöjtnant   |
| 1 januari 1921    | Kaptenlöjtnant |
| 1 november 1928   | Korvettkapten  |
| 1 oktober 1933    | Fregattkapten  |
| 1 oktober 1935    | Kapten         |
| 28 januari 1939   | Kommendör      |
| 1 oktober 1939    | Konteramiral   |
| 1 september 1940  | Viceamiral     |
| 14 mars 1942      | Amiral         |
| 30 januari 1943   | Storamiral     |

## Utmärkelser
Karl Dönitz utmärkelser

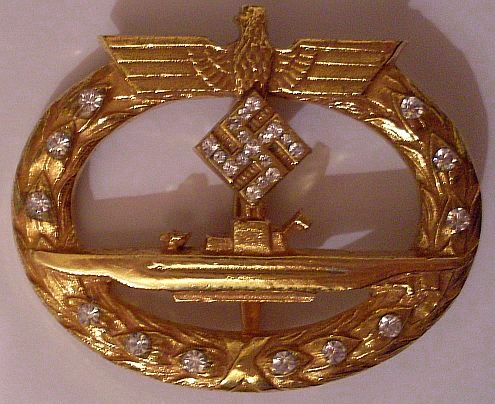
Karl Dönitz Ubåtskrigsutmärkelse 1940 i specialutförande (replik).

- Riddarkorset av Järnkorset med eklöv
  - Riddarkorset: 21 april 1940
  - Eklöv: 6 april 1943
- Riddare av Hohenzollerska husorden med svärd: 10 juni 1918
- Järnkorset av första klassen: 7 november 1914
- Järnkorset av första klassen: 5 maj 1916
- Preussens allmänna hedersutmärkelse i silver: 7 juni 1913
- Gallipolistjärnan: 7 november 1914
- Liakatmedaljen med sabelspänne: 7 november 1914
- Fredrikskorset: 17 januari 1916
- Medschidiéorden av fjärde klassen med sabelspänne: 13 mars 1917
- Ubåtskrigsutmärkelsen: juli 1917
- Militärförtjänstkorset av tredje klassen med krigsdekoration: 24 december 1917
- Ärekorset (Ehrenkreuz für Frontkämpfer): 30 januari 1935
- Riddare av Kungl. Svenska Svärdsorden av första klassen: 12 april 1930 (som tysk marinkapten riddare av svenska Svärdsorden av första klassen 1930 som erkänsla för sin insats att överföra drottning Victorias stoft från Swinemünde till Sverige med pansarskeppet Drottning Victoria.)[41]
- Wehrmachts tjänsteutmärkelse av fjärde, tredje, andra och första klassen: 2 oktober 1936
- Kungliga ungerska förtjänstordens komturkors: 20 augusti 1938
- Tilläggsspänne till Järnkorset av andra klassen: 18 september 1939
- Tilläggsspänne till Järnkorset av första klassen: 20 december 1939
- Sudetenlandmedaljen (Medaille zur Erinnerung an den 1. Oktober 1938): 20 december 1939
- Ubåtskrigsutmärkelsen med diamanter: 27 februari 1940 [a]
- Savoyens militärordens komturkors: 20 april 1940
- Spanska marinförtjänstkorsets storkors: 10 juni 1940
- Mikael den tappres orden av tredje klassen: 12 april 1943
- Mikael den tappres orden av andra klassen: 12 april 1943
- Uppgående solens orden av första klassen: 11 september 1943
- Gyllene Pilot- och observatörsmärket med diamanter: 30 januari 1943
- NSDAP:s partitecken i guld: 30 januari 1944
- Frihetskorsets ordens storkors med svärd: 11 april 1944
- Omnämnd i Wehrmachtbericht den 14 mars 1942 och den 5 maj 1945